# Кодокан (дзюдо)

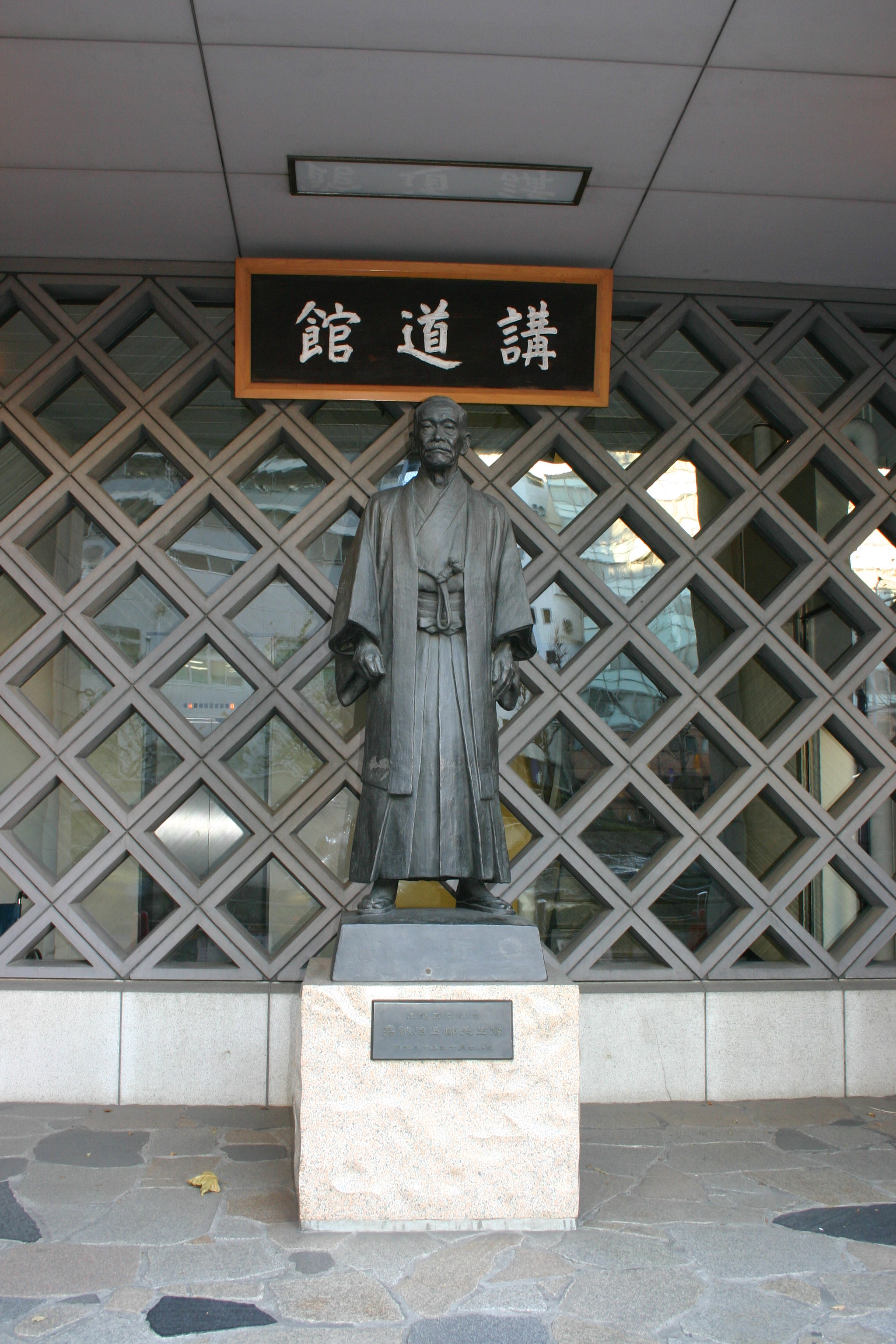
Пам'ятник Дзіґоро Кано перед інститутом Кодокан в Токіо

Інститут дзюдо Кодокан (яп. 公益財団法人講道館), скорочено Кодока́н (яп. 講道館, досл. «школа для вивчення шляху») — додзьо, відкрите у 1882 році засновником дзюдо Кано Дзіґоро. Нині його президентом є Харукі Уемура.

## Призначення Інституту Кодокан
У Кодокані проводяться заняття для всіх, хто бажає вивчати дзюдо. Програма навчання затверджена мерією Токіо як додаткова освітня програма. В навчальний курс Інституту Кодокан включено курси теоретичні основи і практика дзюдо, а також загальноосвітні дисципліни. Курси навчання розділені на дві основні частини: загальний курс для новачків і спеціальний курс удосконалення дзюдоїстів.
Багато дзюдоїстів всього світу є членами організації Кодокан дзюдо, і їх дані зареєстровані в Кодокані. В Кодокан дзюдо існує власна система атестації дзюдоків на ступені (кю і дани).

## Історія
Перші учні вступили до Кодокану 5 червня 1882. Ці новачки були у віці від 15 до 18 років. Кано Дзіґоро виховував їх і доглядав за ними, як батько. Це було цікавий час, але важкий, у молодого професора не було грошей, і килим був розміром лише 20 квадратних метрів. У наступному році додзьо виріс і його площа становила вже близько 40 м².
Два роки по тому Дзіґоро Кано побудований додзьо, де килим був майже на 80 м². Зустрічі між різними школами Дзю дзюцу почастішали. Кодокан здобув свою першу перемогу в 1886 році на турнірі, який проходив в знаменитому додзьо поліції в Токіо. Молода школа здобувала багато перемог, завдяки Сіро Сайго, який прийшов у Кодокан у віці 16 років і став одним з найвідоміших студентів Дзіґоро Кано.
У 1934 році Кодокан переходить в нове триповерхове приміщення. Воно має 2000 м² килимового покриття. Тепер, Кодокан стає «Меккою дзюдо».
Після поразки Японії у Другій світовій війні, США заборонили всі бойові мистецтва Бусідо і викладачам Кодокан було дозволено вчити тільки військових США.
Пізніше Дзюдо було дозволено, як спортивна дисципліна, а не бойове мистецтво.

## Сучасний Кодокан

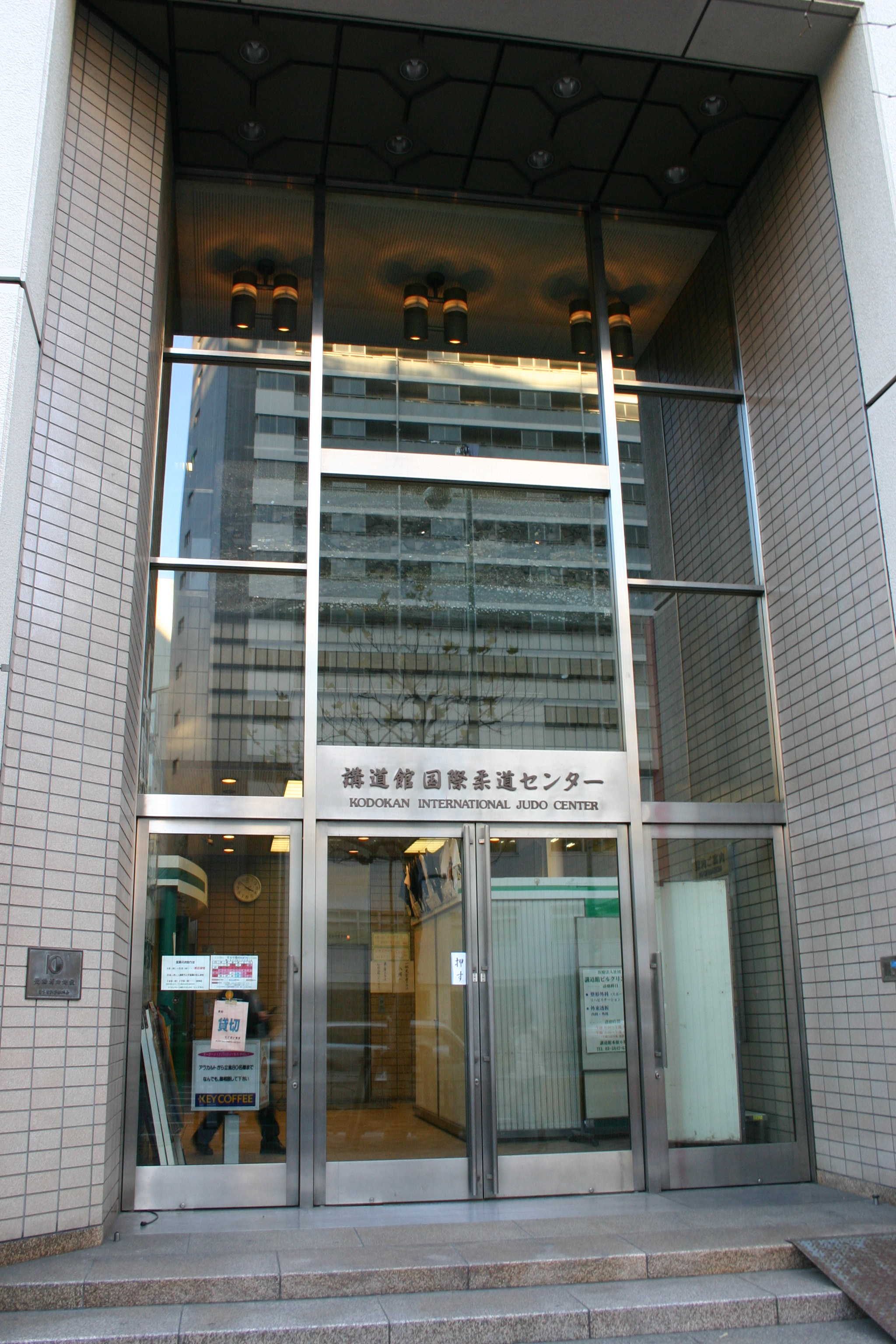
Головний вхід Кодокан

З 1958 року з'являється нова будівля Кодокан за адресою: 1-16-30 Касуга, Bunkyo-ку, Токіо 112-0003. Ця споруда просторіша і сучасніша за попередню.
Сьогодні, Кодокан має 1206 матів у п'яти основних додзьо (тренувальних залах) — головне додзьо, школа, міжнародне додзьо, для жінок, для дітей, плюс спеціальні додзьо для дзюдоїстів-пенсіонерів і спеціалізоване, призначене для вивчення технік.
У Кодокан-додзьо використовують вісім поверхів та підвал, приміщення служать для проживання дзюдоїстів, їх навчання та тренувань. Цокольний поверх займає кафе і декілька конференц-залів. На першому поверсі є стоянка, банк і магазин. На другому поверсі бібліотека і ще декілька конференц-залів. Третій поверх призначений для дзюдоїстів і гостей, які живуть в додзьо. На четвертому поверсі роздягальні. П'ятий, шостий і сьомий поверхи використовуються для тренувань (сьомий поверх називається Головне Додзьо), і восьмий поверх призначений для глядачів, які можуть спостерігати за тренувальним процесом, що відбувається у Головному Додзьо сьомого поверху.

## Дослідницька робота
На другому поверсі Кодокан Додзьо розташовується меморіальна зала Дзіґоро Кано, історична та виставкова зали, бібліотека. Зали містять інформацію по розвитку дзюдо, про великих майстрів дзюдо, письмові документи, фотографії та іншу інформацію про життя Кано і людей, яких він зустрів у своїх подорожах. Велика бібліотека, налічує понад 7000 книг, що відносяться до дзюдо, фонди якої постійно доповнюються.
Є чотири науково-дослідні лабораторії:
- Перша лабораторія: Теоретичні та історичні дослідження дзюдо.
- Друга лабораторія: Психологічні дослідження дзюдо.
- Третя лабораторія: Технічний аналіз дзюдо. Дослідження фізичної сили дзюдоїстів.
- Четверта лабораторія: Фізіологічні дослідження дзюдо.

Наукові співробітники застосовують фундаментальні і прикладні науки, а також залучають для роботи зарубіжних дослідників.

## Президенти Кодокан
1-й президент: Кано Дзіґоро, з 1882 по 1938 рік
2-й президент: Дзіро Нанг з 1938 по 1946 рік племінник Дзіґоро Кано
3-й Голова: Рісей Кано з 1946 по 1980 р., син Дзіґоро Кано
4-й президент: Юкіміцу Кано, з 1980 по 2009 рік, праправнук Дзіґоро Кано
5-й президент: Харукі Уемура, з 2009 року, 9 -й дан, чемпіон світу, Олімпійський чемпіон і чемпіон Японії в абсолютній категорії